# Samuel Besler
Samuel Besler (15. prosince 1574 Brzeg, Slezsko – 19. července 1625 Vratislav) byl polský hudební skladatel.

## Život
Narodil se jako syn Francise Beslera, prvního rektora gymnázia v Brzegu. Vystudoval hudbu ve Vratislavi a od roku 1599 tam působil jako kantor na semináři. V roce 1602 se stal ředitelem kůru v kostele svatého Bernardina a od roku 1605 učil také na škole sv. Ducha. Zemřel při morové epidemii roku 1574.

## Dílo
Komponoval především chrámovou hudbu. Dochovalo se 16 výtisků jeho prací publikovaných ve Vratislavi a jeden v Lehnici . Besler je vedle Heinricha Schütze považován za největšího barokního tvůrce pašijí před Johannem Sebastianem Bachem. Nejznámější jsou:
- Matoušovy pašije
- Janovy pašije